# Horní Záhoří (Lubenec)

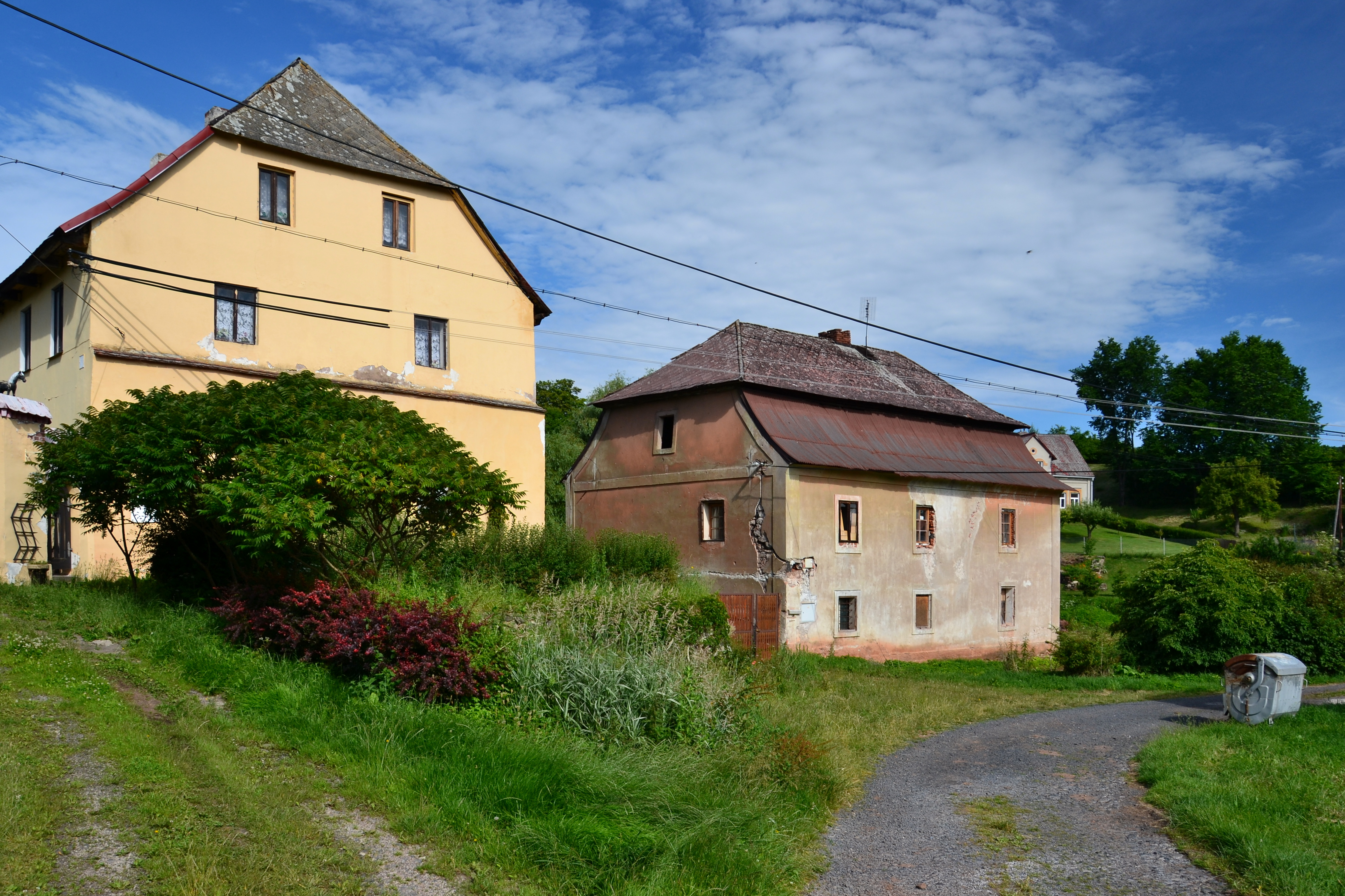
Hof Horní Záhoří

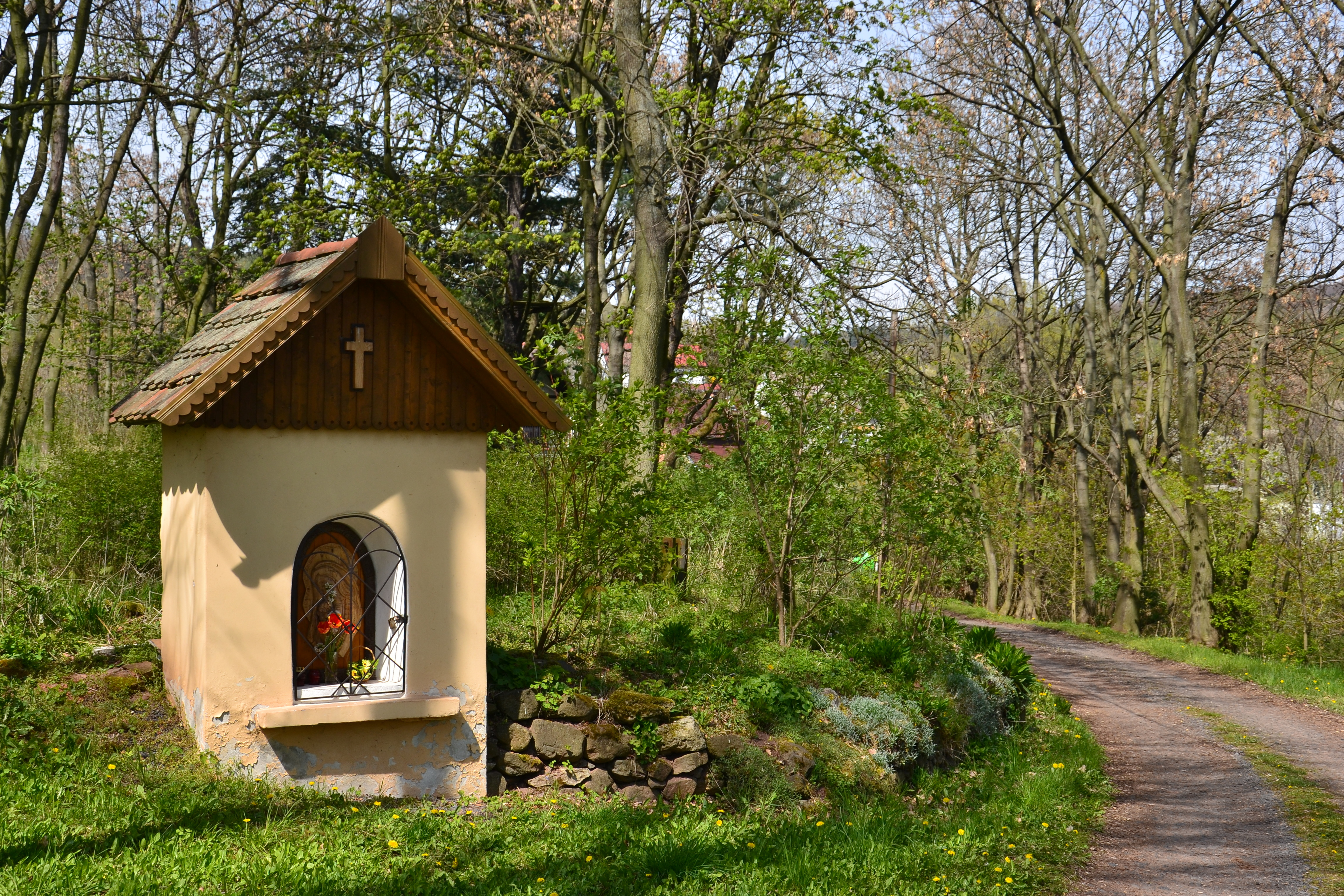
Kapelle Auferstehung des Herrn

Horní Záhoří (deutsch Ober-Dreihöfen) ist ein Ortsteil der Gemeinde Lubenec (Lubenz) in Tschechien. Die Ortschaft liegt elf Kilometer nordöstlich von Žlutice (Luditz) und gehört zum Okres Louny.

## Geographie
Horní Záhoří befindet sich in den südöstlichen Ausläufern des Duppauer Gebirges über dem Quellgrund des Baches Drahonický potok. Es bildet mit Dolní Záhoří (Unter-Dreihöfen) eine zusammenhängende dörfliche Struktur. Nördlich erhebt sich der Orlík (Adlerberg; 552 m n.m.), im Osten der K Vescům (Hachtenhübel; 449 m n.m.) und nordwestlich der Záhořský les (Langer Eichenberg; 558 m n.m.).
Nachbarorte sind Dolní Záhoří, Vrbička (Klein Fürwitz) und Skytaly (Skytal) im Norden, Mlýnce (Linz) und Vesce (Wes) im Nordosten, Libyně (Libin) im Osten, Královské Údolí (Königsthal) im Südosten, Žďárek (Scheer) und Podštěly (Badstübel) im Süden, Libkovice (Liebkowitz) im Südwesten, Nahořečice (Nahoretitz) und Kostrčany (Kosterschan) im Westen sowie Jeřeň (Girschen), Valeč (Waltsch) und Kamýk (Jamiken) im Nordwesten.

## Geschichte
Die erste schriftliche Erwähnung des Dorfes Ocziedielicz (Očedělice) erfolgte 1359 als Sitz des gleichnamigen Vladikengeschlechts. Im 15. Jahrhundert gehörte das Gut den Span von Barstein. Ob sich die 1579 erstmals erwähnte Feste Zahorzi in Záhoří oder eher im nahe gelegenen Záhořice befand, ist strittig, da das Dorf bis zur Mitte des 17. Jahrhunderts stets unter seinem ursprünglichen Namen aufgeführt wird. Ab 1603 gehörte das Gut Očedělice mit der Feste dem Heinrich Hofer von Lobenstein (Jindřich Huvar z Lobenštejna), der es 1616 seinen Söhnen Georg Christoph und Bernhard vererbte. Diese verloren 1623 nach der Schlacht am Weißen Berg wegen ihrer Teilnahme am Ständeaufstand ihre Güter; im Zuge der Konfiskation wurde die bereits wüste Feste im letzten Male erwähnt. Käuferin des Gutes Oczadlicze, wie auch des Gutes Záhořice, war ihre Schwester Barbara. Sie verkaufte Oczadlicze 1652 an Eva Maria Mirošovská, die das Gut teilte und den oberen Teil mit dem Langen Eichenberg an den Besitzer der Herrschaft Údrč, Julius Heinrich von Sachsen-Lauenburg veräußerte. In der zweiten Hälfte des 17. Jahrhunderts wurde der Ort deutschsprachig, 1669 wurde er als Dreyen Hoffen bezeichnet. Zum Ende des 18. Jahrhunderts entstand an der Stelle der zum Gut Ober Dreihöfen gehörigen Schäferei die Kolonie Berghäusel. Im Jahre 1801 erwarb die Familie Scharra das im Elbogener Kreis gelegene Gut Ober Dreihöfen. Joseph Bernhard Scharra kaufte 1827 das angrenzende Gut Unter Dreihöfen – eine Exklave des Saazer Kreises – von Joseph Stanka hinzu und vereinigte beide Güter zu einem Gut Dreihöfen. Nach dem Tode seiner Schwiegermutter, die einen hälftigen Anteil an Ober Dreihöfen hielt, fiel dieser Teil 1830 Scharras Frau Anna zu. 1835 veräußerten Joseph Bernhard und Anna Scharra das vereinigte Gut Dreihöfen an die Eheleute Joseph und Ludovika Sieber.
Im Jahre 1845 bewirtschaftete das Gut Dreihöfen zwei Meierhöfe, eine Schäferei, eine Brauerei, einige Teiche und den Wald auf dem Langen Eichenberg. Es unterhielt zwei Schlösser; den Feldbau und die Viehzucht übte ausschließlich die Gutsherrschaft aus. Zum Gut gehörten das gleichnamige Dorf Dreihöfen bzw.Tři dwory mit 12 Häusern und 100 deutschsprachigen Einwohnern, die – sämtlich Emphyteuten – von Handarbeiten und Dreschen für die Gutsherrschaft lebten und die aus 5 Häusern bestehende, zum Dorf Nahořetitz konskribierte Dominikalsiedlung Berghäusel. Der Anteil des Gutes Ober-Dreihöfen bzw. Hořenj Dwur umfasste eine Nutzfläche von 307 Joch 1181 Quadratklafter, davon 2/3 Ackerland, sowie fünf Häusern von Dreihöfen mit einem Schloss und einem Meierhof, die Berghäusel und eine Mühle. Gepfarrt war Ober-Dreihöfen nach Nahořetitz. Bis zur Mitte des 19. Jahrhunderts blieb Ober-Dreihöfen der Gutsherrschaft Dreihöfen untertänig.
Nach der Aufhebung der Patrimonialherrschaften bildete Ober-Dreihöfen / Zahoří t. Horní Děliště mit den Berghäuseln ab 1850 einen Ortsteil der Gemeinde Dreihöfen / Zahoří im Gerichtsbezirk Luditz. Ab 1868 gehörte Oberdreihöfen zum Bezirk Luditz. Im Jahre 1869 bestand der Ortsteil aus 8 Häusern und hatte 60 Einwohner.
Der tschechische Ortsname Horní Záhoří wurde seit 1895 sowohl für den Ortsteil als auch als Gemeindename verwendet. Im Jahre 1900 hatte Ober-Dreihöfen (einschließlich der Berghäuseln) 56 Einwohner, 1910 waren es 62. Nach dem Ersten Weltkrieg zerfiel der Vielvölkerstaat Österreich-Ungarn, Ober-Dreihöfen wurde 1918 Teil der neu gebildeten Tschechoslowakischen Republik. Seit den 1920er Jahren wurde Unter-Dreihöfen wie die Berghäusel nur noch als Häusergruppen von Ober-Dreihöfen betrachtet. Beim Zensus von 1921 lebten in 20 Häusern der Gemeinde Ober-Dreihöfen 128 Personen, darunter 119 Deutsche und zwei Tschechen; auf Unter-Dreihöfen entfielen davon zehn Häuser. Später wurde der Gemeindename in Dreihöfen geändert. 1930 lebten in den 19 Häusern der Gemeinde 94 Personen; davon 56 in Ober-Dreihöfen mit Berghäusel (zusammen 10 Häuser) und 38 in Unter-Dreihöfen (9 Häuser). Nach dem Münchner Abkommen wurde Ober-Dreihöfen im Oktober 1938 dem Deutschen Reich zugeschlagen und gehörte bis 1945 zum Landkreis Luditz. 1939 hatte die Gemeinde Dreihöfen 75 Einwohner. Nach dem Ende des Zweiten Weltkrieges kam Horní Záhoří zur wiedererrichteten Tschechoslowakei zurück. Nach der Aussiedlung der meisten deutschen Bewohner wurde die Gemeinde nur schwach mit Tschechen wiederbesiedelt. 1948 wurde Horní Záhoří (einschließlich Dolní Záhoří) nach Libyně eingemeindet und dem Okres Podbořany zugeordnet. 1950 lebten in den 8 Häusern des Ortsteils nur noch 29 Personen. Die Berghäusel wurden gänzlich aufgegeben. Bei der Gebietsreform von 1960 erfolgte die Aufhebung des Okres Podbořany, Horní Záhoří wurde Teil des Okres Louny. Im selben Jahr erfolgte die Eingemeindung nach Lubenec. Beim Zensus von 1991 lebten in den neun Häusern von Horní Záhoří (einschließlich Dolní Záhoří) zwei Personen. Seit Beginn des Jahres 2000 wird auch Dolní Záhoří als Ortsteil von Lubenec geführt. Damit reduzierte sich 2001 die Zahl der Wohnhäuser von Horní Záhoří auf drei, bewohnt war keines davon. Beim Zensus von 2011 gab es in Horní Záhoří weder Einwohner noch Wohnhäuser.

## Ortsgliederung
Zu Horní Záhoří gehört die Wüstung Berghäusel. Der Ortsteil bildet einen Katastralbezirk.

## Sehenswürdigkeiten
- Nischenkapelle Auferstehung des Herrn, am Straßenabzweig zum Dorf. Sie wurde 1897 errichtet und erinnert an den Unfalltod des Gutsbesitzers an dieser Stelle.